# Zanahorias aliñadas

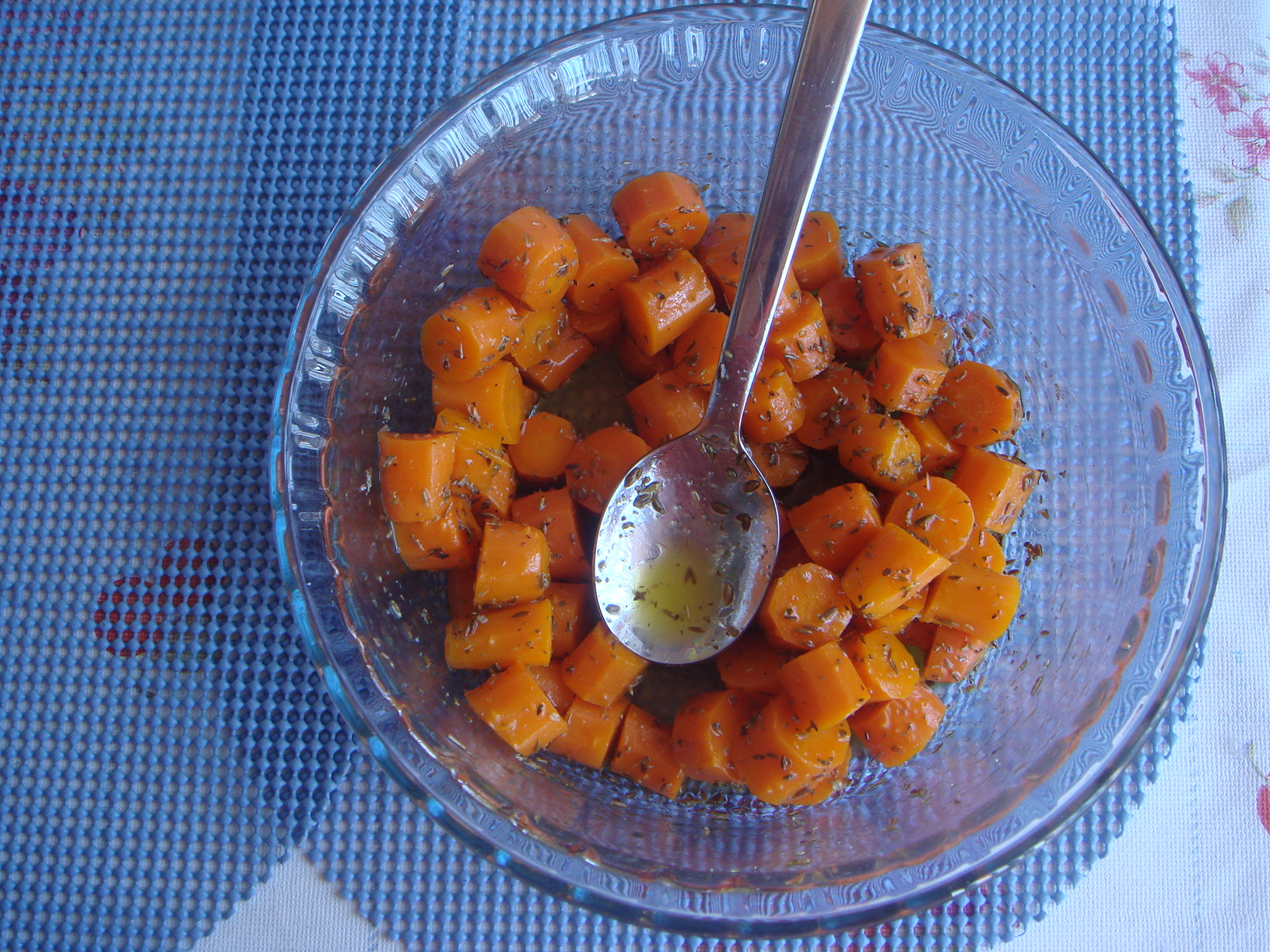
Zanahorias aliñás

Las zanahorias aliñás son una receta andaluza consumida generalmente como entrante o tapa, muy típicas sobre todo en los bares y restaurantes de la provincia de Cádiz.

## Ingredientes
Es un plato a base de zanahoria, aceite de oliva, vinagre de jerez, ajo, perejil, orégano y comino. 

## Elaboración
Se cuecen sin sal y en mortero se preparará el majao con ajos, comino y sal. Se disolverá después en el vinagre. Y se añadirá también el orégano, el perejil y la sal.
Hay que dejarla en maceración al menos dos horas antes de servirla.
Es un plato fresco y muy propio para el clima cálido del sur de España y que al tomarlo se puede acompañar con vinos finos y manzanilla.